# Cicones boninus
Cicones boninus là một loài bọ cánh cứng trong họ Zopheridae. Loài này được Nakane miêu tả khoa học năm 1991.